# Джонатан
Джонатан Сисеро Морейра (на португалски: Jonathan Cícero Moreira), по-известен само като Джонатан, е бразилски професионален футболист. Притежава италианско гражданство.